# V856 de l'Escorpió
V856 de l'Escorpió (V856 Scorpii) és un estel variable a la constel·lació de l'Escorpió de magnitud aparent +6,98, catalogat com a variable Delta Scuti. S'hi troba en la part central de la nebulosa fosca Lupus 3 a 678 anys llum del sistema solar. Comparteix moviment propi amb HR 6000, visualment a 45 segons d'arc. Així mateix, V856 de l'Escorpió té una company visual proper a 1,4 segons d'arc, denominada Rossiter 3930, possiblement una estrella T Tauri; si està físicament relacionada amb V856 de l'Escorpió, la separació real entre ambdues estels és d'almenys 300 ua.
De tipus espectral A7IVe, V856 de l'Escorpió és una dels estels Herbig Ae/Be millor estudiats. Aquests són estels pre-seqüència principal de massa compresa entre 2 i 8 masses solars amb una ràpida variabilitat. V856 Scorpii té una massa de 3 - 4 masses solars i arribarà a la seqüència principal com un estel de tipus B mitjà. Mostra una elevada velocitat de rotació de 204 km/s.
La distribució d'energia en l'espectre de V856 de l'Escorpió mostra un excés de radiació en l'infraroig a longituds d'ona majors d'1 μm, detectat pel satèl·lit IRAS a 12, 25 i 60 μm. L'emissió en l'infraroig llunyà suggereix que el material circumestel·lar -origen de l'excés en l'infraroig- té una massa de 0,006 masses solars. En ell existeixen grans de silicats relativament grans, d'una grandària igual o major a 1 μm. Hom pensa que aquest material forma un disc d'acreció pla òpticament espès amb un radi exterior de ~ 2,6 ua. La grandària d'aquest disc és molt inferior al que teòricament caldria esperar, cosa que pot explicar-se per la presència de Rossiter 3930, si bé per l'àmplia separació entre ambdós estels caldria una òrbita extremadament excèntrica. Una altra possible explicació és l'existència d'una company més proper encara no detectat.